# Associazione Calcio Legnano 2002-2003
Questa pagina raccoglie le informazioni riguardanti l'Associazione Calcio Legnano nelle competizioni ufficiali della stagione 2002-2003.

## Stagione

Marco Franceschetti, al Legnano dal 1988 al 1989 e dal 2002 al 2003

Prima dell'inizio del campionato 2002-2003 la società è nuovamente coinvolta in una gravissima crisi che porta il Legnano ad un passo dalla scomparsa dal panorama calcistico italiano. Il motivo risiede nel mancato arrivo di un nuovo compratore: nell'estate falliscono molti tentativi di acquisto e ciò fa rischiare al Legnano l'iscrizione al campionato di Serie C2. La situazione è risolta all'ultimo momento grazie all'intermediazione di Maurizio Cozzi, sindaco di Legnano, che porta all'acquisto della società da parte di Antonio di Bari, già direttore generale dei Lilla.
Date le menzionate vicissitudini societarie, il calciomercato viene predisposto in un tempo molto breve. Sono acquistati il portiere Enrico Maria Malatesta, i difensori Davide Corti, Flavio Chiti, Denis Zanardo e Marco Franceschetti e i centrocampisti Diuk Ronny Toma e Julien Brellier. Tra le partenze, c'è quella del centrocampista Alberto Gruttadauria.
Nella stagione 2002-2003 il Legnano disputa il girone A del campionato di Serie C2, piazzandosi in ottava posizione di classifica con 47 punti, a 6 lunghezze dalla zona play-off e a 8 punti da quella play-out. Il torneo viene vinto con 70 punti dal Pavia, che ottiene la promozione diretta in Serie C1, mentre la seconda promossa è il Novara, che si aggiudica i playoff. Dopo un buon inizio di campionato, il Legnano conosce una fase di forte involuzione che porta all'esonero di Ernestino Ramella. Il suo successore, Angelo Gregucci, riesce a far risalire la squadra in zone di classifica più tranquille accarezzando anche il sogno di raggiungere i playoff. Per far fronte alla scarsa vena realizzativa degli attaccanti, a gennaio viene acquistato Alessandro Zirilli. Invece, in Coppa Italia Serie C, il Legnano giunge secondo nel girone A, risultato che non è sufficiente per passare il turno.

## Divise e sponsor
| Stagione |

## Organigramma societario
Area direttiva
- Presidente: Antonio Di Bari
- Direttore generale: Marco Codazzi

Area tecnica
- Allenatore: Ernestino Ramella, poi Angelo Gregucci

## Rosa
| N. |                    | Ruolo | Calciatore          |
| -- | ------------------ | ----- | ------------------- |
|    | Italia (bandiera)  | A     | Paolo Bernardi      |
|    | Italia (bandiera)  | C     | Matteo Bonomi       |
|    | Francia (bandiera) | C     | Julien Brellier     |
|    | Italia (bandiera)  | D     | Antonio Bucci       |
|    | Italia (bandiera)  | D     | Flavio Chiti        |
|    | Italia (bandiera)  | D     | Roberto Capetti     |
|    | Italia (bandiera)  | D     | Davide Corti        |
|    | Italia (bandiera)  | C     | Piero Ferraresso    |
|    | Italia (bandiera)  | D     | Marco Franceschetti |
|    | Italia (bandiera)  | C     | Michele Garegnani   |
|    | Italia (bandiera)  | C     | Manuel Iori         |
|    | Italia (bandiera)  | P     | Fabio Lico          |

| N. |                    | Ruolo | Calciatore             |
| -- | ------------------ | ----- | ---------------------- |
|    | Italia (bandiera)  | P     | Enrico Maria Malatesta |
|    | Italia (bandiera)  | D     | Vincenzo Pandullo      |
|    | Italia (bandiera)  | C     | Stefano Sala           |
|    | Italia (bandiera)  | C     | Cristiano Scapolo      |
|    | Italia (bandiera)  | D     | Sandro Schenone        |
|    | Albania (bandiera) | A     | Altin Shala            |
|    | Italia (bandiera)  | C     | Fabio Spaziani         |
|    | Italia (bandiera)  | A     | Adriano Alex Taribello |
|    | Italia (bandiera)  | C     | Diuk Ronny Toma        |
|    | Italia (bandiera)  | A     | Francesco Viscido      |
|    | Italia (bandiera)  | D     | Denis Zanardo          |
|    | Italia (bandiera)  | A     | Alessandro Zirilli     |

## Risultati

### Campionato

#### Girone di andata
| Arbitro: | Castagneri (Torino) |

|                |           |           |
| La Cagnina 34’ | Marcatori | 41’ Chiti |

| Arbitro: | Di Renzo (Ostia Lido) |

|                  |           |  |
| Shala 32’ (rig.) | Marcatori |  |

| Arbitro: | Ciampi (Roma) |

|                                           |           |  |
| Pau 17’, 73’ Job 65’ (rig.), 90+1’ (rig.) | Marcatori |  |

| Arbitro: | Latella (Potenza) |

|  |           |                                       |
|  | Marcatori | 68’, 90+1’ Pupita 82’ (rig.) Graziani |

| Arbitro: | Gandolfi (Cremona) |

|                                                |           |                            |
| Carlet 52’ F. Galli 65’ Brunetti 75’ Terzi 77’ | Marcatori | 31’, 43’ (rig.), 90’ Shala |

| Arbitro: | Lena (Ciampino) |

|              |           |  |
| Bernardi 36’ | Marcatori |  |

| Arbitro: | Orsato (Schio) |

|           |           |  |
| Grillo 8’ | Marcatori |  |

| Arbitro: | Marti (Modena) |

|            |           |                              |
| Bonomi 28’ | Marcatori | 3’ (rig.) Amato 30’ Minnucci |

| Arbitro: | De Luca (Pescara) |

|  |           |                                   |
|  | Marcatori | 17’ (aut.) Lonzar 90+3’ Garegnani |

| Arbitro: | Di Renzo (Ostia Lido) |

|             |           |                        |
| Scapolo 77’ | Marcatori | 54’ D'Amico 90+5’ Cosa |

| Arbitro: | Castagneri (Torino) |

|                           |           |                                  |
| Pasa 5’ (rig.) Robert 78’ | Marcatori | 3’ (rig.) Bernardi 68’ Taribello |

| Legnano 17 novembre 2002 12ª giornata | Legnano            | 0 – 0 | Novara | Stadio Giovanni Mari\| Arbitro: \| Brunialti (Trento) \| |
| Arbitro:                              | Brunialti (Trento) |       |        |                                                          |

| Arbitro: | Masin (Cervignano del Friuli) |

|           |           |  |
| Chiti 15’ | Marcatori |  |

| Arbitro: | Iannone (Napoli) |

|             |           |                          |
| Noselli 50’ | Marcatori | 18’ Bernardi 34’ Scapolo |

| Arbitro: | Italiani (L'Aquila) |

|             |           |  |
| Chiti 90+3’ | Marcatori |  |

| Arbitro: | Zin (Cervignano del Friuli) |

|                         |           |           |
| Sala 22’, 87’ Bacci 52’ | Marcatori | 63’ Shala |

| Legnano 22 dicembre 2002 17ª giornata | Legnano               | 0 – 0 | Montichiari | Stadio Giovanni Mari\| Arbitro: \| Guerriero (Catanzaro) \| |
| Arbitro:                              | Guerriero (Catanzaro) |       |             |                                                             |

#### Girone di ritorno
| Arbitro: | Damato (Barletta) |

|  |           |                      |
|  | Marcatori | 77’ (aut.) Malatesta |

| Monza 12 gennaio 2003 19ª giornata | Monza               | 0 – 0 | Legnano | Stadio Brianteo\| Arbitro: \| Caristia (Siracusa) \| |
| Arbitro:                           | Caristia (Siracusa) |       |         |                                                      |

| Arbitro: | De Luca (Pescara) |

|            |           |  |
| Zirilli 9’ | Marcatori |  |

| Arbitro: | Lena (Ciampino) |

|  |           |               |
|  | Marcatori | 90’ Taribello |

| Legnano 2 febbraio 2003 22ª giornata | Legnano          | 0 – 0 | Pro Sesto | Stadio Giovanni Mari\| Arbitro: \| Iannone (Napoli) \| |
| Arbitro:                             | Iannone (Napoli) |       |           |                                                        |

| Arbitro: | Landolfo (Frattamaggiore) |

|  |           |                           |
|  | Marcatori | 43’ Bernardi 82’ Brellier |

| Legnano 23 febbraio 2003 24ª giornata | Legnano                       | 0 – 0 | Pro Vercelli | Stadio Giovanni Mari\| Arbitro: \| Masin (Cervignano del Friuli) \| |
| Arbitro:                              | Masin (Cervignano del Friuli) |       |              |                                                                     |

| Arbitro: | Santucci (Reggio Calabria) |

|  |           |               |
|  | Marcatori | 88’ Taribello |

| Arbitro: | Zin (Cervignano del Friuli) |

|               |           |             |
| Taribello 32’ | Marcatori | 63’ Carbone |

| Arbitro: | Giachero (Pinerolo) |

|  |           |              |
|  | Marcatori | 74’ Bernardi |

| Arbitro: | Guerriero (Catanzaro) |

|                           |           |                           |
| Bernardi 3’ Taribello 61’ | Marcatori | 13’ Sessolo 87’ Temporini |

| Arbitro: | Rubino (Salerno) |

|                          |           |  |
| Egbedi 45’ Sicuranza 77’ | Marcatori |  |

| Arbitro: | Giglioni (Siena) |

|           |           |  |
| Abate 42’ | Marcatori |  |

| Arbitro: | Caristia (Siracusa) |

|                      |           |             |
| Scapolo 25’ Iori 40’ | Marcatori | 65’ Bertani |

| Thiene 27 aprile 2003 32ª giornata | Thiene           | 0 – 0 | Legnano | Stadio "Guido Miotto"\| Arbitro: \| Lioce (Molfetta) \| |
| Arbitro:                           | Lioce (Molfetta) |       |         |                                                         |

| Arbitro: | Giordano (Caltanissetta) |

|             |           |            |
| Bernardi 8’ | Marcatori | 46’ Foglia |

| Arbitro: | Bernardoni (Modena) |

|                |           |              |
| Sarli 34’, 41’ | Marcatori | 84’ Bernardi |

### Coppa Italia Serie C (girone A)
| Legnano 18 agosto 2002 1ª giornata | Legnano | 2 – 0 | Pro Vercelli | Stadio Giovanni Mari |

| Biella 21 agosto 2002 2ª giornata | Biellese | 0 – 0 | Legnano | Stadio Lamarmora |

| Legnano 25 agosto 2002 3ª giornata | Legnano | 2 – 0 | Novara | Stadio Giovanni Mari |

| 28 agosto 2002 4ª giornata |  | – Turno di riposo per il Legnano |  |  |

| Arbitro: | Brunialti (Trento) |

|                           |           |  |
| Ruopolo 39’ Romairone 86’ | Marcatori |  |

## Statistiche

### Statistiche di squadra
| Competizione         | Punti | Totale | Totale | Totale | Totale | Totale | Totale | DR |
| Competizione         | Punti | G      | V      | N      | P      | Gf     | Gs     | DR |
| -------------------- | ----- | ------ | ------ | ------ | ------ | ------ | ------ | -- |
| Serie C2             | 47    | 34     | 12     | 11     | 11     | 30     | 34     | -4 |
| Coppa Italia Serie C | 7     | 4      | 2      | 1      | 1      | 4      | 2      | +2 |

### Statistiche dei giocatori
| Giocatore        | Serie C2 | Serie C2 |
| Giocatore        | Presenze | Reti     |
| ---------------- | -------- | -------- |
| P. Bernardi      | 32       | 8        |
| M. Bonomi        | 33       | 1        |
| J. Brellier      | 30       | 1        |
| A. Bucci         | 12       | 0        |
| R. Capetti       | 1        | 0        |
| F. Chiti         | 30       | 3        |
| D. Corti         | 24       | 0        |
| P. Ferraresso    | 10       | 0        |
| M. Franceschetti | 22       | 0        |
| M. Garegnani     | 20       | 1        |
| M. Iori          | 30       | 1        |
| F. Lico          | 1        | 0        |
| E.M. Malatesta   | 33       | 0        |
| V. Pandullo      | 11       | 0        |
| S. Sala          | 3        | 0        |
| C. Scapolo       | 32       | 3        |
| S. Schenone      | 10       | 0        |
| A. Shala         | 19       | 5        |
| F. Spaziani      | 13       | 0        |
| A. Taribello     | 24       | 5        |
| D.R. Toma        | 18       | 0        |
| F. Viscido       | 5        | 0        |
| D. Zanardo       | 31       | 0        |
| A. Zirilli       | 12       | 1        |